# IC 4712
IC 4712 је спирална галаксија у сазвјежђу Паун која се налази на листи објеката дубоког неба у Индекс каталогу.
Деклинација објекта је - 71° 41' 38" а ректасцензија 18h 31m 6,7s. Привидна величина (магнитуда) објекта IC 4712 износи 12,3 а фотографска магнитуда 13,1. Налази се на удаљености од 51,283 милиона парсека од Сунца. IC 4712 је још познат и под ознакама ESO 71-14, FAIR 497, AM 1830-714, IRAS 18251-7143, PGC 61981.